# Gadolinium(III)-oxid
Gadoliniumoxid ist das Oxid des Seltenerdmetalls Gadolinium.

## Geschichte
Gadolinium ist eines der Elemente der Yttererden im Periodensystem und wurde 1880 spektroskopisch von Jean Charles Galissard de Marignac im Didym und Gadolinit gefunden. 1886 stellte dieser Gadoliniumoxid als weißes Oxid aus Samarskit her und nannte es Y aus Samarskit. Im gleichen Jahr stellte Paul Émile Lecoq de Boisbaudran ebenfalls Gadoliniumoxid her und nannte das neue Element nach dem Entdecker des Minerals Gadolinit, dem finnischen Chemiker Johan Gadolin, Gadolinium.

## Eigenschaften
Gadoliniumoxid ist ein geruchloser weißer Feststoff, welcher unlöslich in Wasser ist. Die Verbindung ist hygroskopisch und absorbiert Feuchtigkeit und Kohlenstoffdioxid aus der Luft. Es kommt in drei Modifikationen (A-, B- und C-Typ) vor. Der A-Typ besitzt ein hexagonales Kristallgitter, der B-Typ ist eine monokline Verzerrung des A-Typs und der C-Typ besitzt eine isomorph-kubische Mangan(III)-oxid-Struktur. Bei Raumtemperatur kristallisiert es im C-Typ, die beiden anderen Strukturen sind nur bei höheren Temperaturen stabil.

## Verwendung
Gadoliniumoxid wird als Wirtsgitter für Leuchtstoffe, zur Herstellung von fluoreszierenden Pulvern, zur Herstellung von optischen Spezialgläsern mit hohem Brechungsindex, in Steuerstäben von Kernreaktoren und in Kontrastmitteln verwendet. Des Weiteren wird Gadoliniumoxid zur Herstellung von magneto-optischen Speichern in Form von GGG (Gallium-Gadolinium-Granat Gd3Ga5O12) oder zum Teil substituiert als GGCMZ (Gallium-Gadolinium-Calcium-Magnesium-Zirkonium-Granat (Gd,Ca)3(Ga,Mg,Zr)5O12 ) eingesetzt.